# A. M. I. M. S.
A.M.I.M.S. (z latinského Apostolatus Mariae Immaculatea Matris Spei – česky: Apoštolát Panny Marie Neposkvrněné, Matky Naděje) je nezisková organizace mající od roku 2005 právní formu občanského sdružení, která provozuje, zaštiťuje či podporuje řadu katolicky orientovaných evangelizačních a vzdělávacích aktivit jak na území České republiky, tak i na území některých zemí bývalého Sovětského Svazu. Mimo jiné má své vydavatelství, tiskárnu a provozuje internetovou televizi.

## Historie
Zakladateli A.M.I.M.S. jsou zejména členové FATYMu – společenství katolických kněží, jáhnů a laiků na Znojemsku. Organizace se vyvinula z původně zcela neformální evangelizační aktivity bez právní subjektivity s názvem Tiskový apoštolát FATYMu. Ten se od roku 1997 věnoval vydávání a tisku velmi levných evangelizačních publikací určených pro vnitřní církevní potřebu. Spolupracoval při tom s řadou katolických kněží, jejichž knihy tiskl (zejména s Ladislavem Simajchlem, Janem Peňázem, Janem Kabeláčem, Leo Zerhauem).
V lednu 2004 byl Tiskový apoštolát FATYMu přejmenován na A.M.I.M.S. a od poloviny roku 2004 začal podporovat podobné aktivity, tj. tisk levných křesťanských publikací i na Ukrajině – dodává tiskové stroje (dva do Kyjeva, jeden do Mukačeva), další materiál a potřebné know-how různým partnerům, kteří mají zájem vyvíjet na Ukrajině podobnou činnost, jako ji vyvíjí A.M.I.M.S. v České republice (spolupráce např. s Mukačevskou římskokatolickou diecézí a Katolickým mediálním centrem Ukrajinské biskupské konference).
Od 12.9.2005 byl A.M.I.M.S. registrován jako občanské sdružení a získal tak právní subjektivitu.
Od podzimu 2005 začal A.M.I.M.S. provozovat internetovou televizi TV-MIS – nejprve českou verzi, pak i cizojazyčné pilotní projekty. Od roku 2005 používal pronajaté servery. Od roku 2006 začal budoval vlastní serverovou infrastrukturu, kterou postupně využívaly i další subjekty (např. od roku 2007 ji začal užívat ekumenický komunitní server Signaly.cz).
Při tom dále pokračuje vydavatelská a tisková činnost – v letech 2008–2010 bylo vybudováno vlastní centrum pro tisk – tiskárna Maxmiliánum v Lančově.

## Charakteristika
A.M.I.M.S. nemá žádné placené zaměstnance, ale veškerá činnost se opírá o rozsáhlou síť dobrovolníků, kteří koordinují a vykonávají (ať pravidelně, nebo jednorázově) veškeré aktivity organizace. Tím je dosaženo minimálních nákladů (jen materiálové náklady), a proto veškeré produkty A.M.I.M.S. jsou nabízeny zdarma či za příspěvek na tisk na pokrytí nákladů na materiál.
Jedním z důležitých bodů stanov je: „Sdružení usiluje o to, aby jeho činnost a produkty jeho činnosti byly dostupné i těm, jejichž prostředky jsou velmi omezené, a také těm, kteří jsou zatím ochotni do takovýchto činností a produktů věnovat jen minimální či dokonce žádné prostředky.“ Proto vedle publikací v tištěné podobě nabízí současně na internetu i jejich kompletní vydání v elektronické podobě zdarma. Z tohoto důvodu také přijímá k dalšímu šíření jen texty, videa, hudební nahrávky atd., které jejich autoři dávají zdarma k dispozici.

## Hlavní aktivity

### Tiskový apoštolát
Dle databáze Národní knihovny ČR bylo ještě pod názvem Tiskový apoštolát FATYMu do roku 2003 vydáno 15 publikací a pod novým názvem A.M.I.M.S. od roku 2004 dalších 47 publikací. Mimo to byla vydána řada dalších publikací určených výhradně pro církevní potřebu. V nabídce knih, které je možno aktuálně objednat, je nyní (červenec 2011) celkem 82 různých titulů z produkce A.M.I.M.S.
Smyslem vydavatelské činnosti A.M.I.M.S. je zejména poskytnout mimořádně levné knihy s křesťanskou tematikou těm, kteří je budou dále šířit. Na svém objednávkovém webu uvádí: „I když vám ochotně zašleme i jednu knihu, kterou si chcete sami přečíst, smysl těchto objednávek je spíše jiný. Vždyť sám si knihu můžete přečíst přímo na internetu (...) Jde však především o nabídku těm, kdo tyto knihy budou dále šířit. To je smyslem tiskového apoštolátu A.M.I.M.S. Proto se také snažíme, aby šlo o knihy doslova za pár korun, takže je možné si jich nechat poslat více a půjčovat, rozdávat...“
Koordinátorem Tiskového apoštolátu A.M.I.M.S. je katolický kněz Pavel Zahradníček.

### Internetová televize TV-MIS
A.M.I.M.S. provozuje on-demand internetovou televizi TV-MIS.cz v češtině, pilotní projekty TV-MIS.com v ukrajinštině, ruštině a běloruštině.
Koordinátorem celého projektu TV-MIS je Pavel Zahradníček, technickým ředitelem TV-MIS je Radek Svoboda. Jako všichni ostatní pracovníci A.M.I.M.S. vykonávají své funkce jako dobrovolníci – bezplatně.

### Internetové knihovny
A.M.I.M.S. na svých servere provozuje i projekty on-line knihoven a vyhledávač českých křesťanských on-line knih, komiksů a církevních dokumentů Abeceda. Abeceda Fatym je křesťansky zaměřený server, provozovaný A.M.I.M.S., který obsahuje i patristická díla (patrologie.fatym.com), která byla až do nedávné doby přístupná mnohdy jen ve francouzštině či němčině, jak uvádí server Lupa.cz, který na tento projekt v roce 2007 upozornil.

## Doplňkové aktivity

### Audioprojekty
A.M.I.M.S. prostřednictvím TV-MIS provozuje on-line přehrávač křesťanské hudby (JukeBox) a přehrávač duchovních přednášek, seminářů a audioknih (TémaBox). Témabox nabízí v mp3 formátu i řadu nahrávek kompletních duchovních seminářů současných významných katolických kněží (Vojtěch Kodet, Elias Vella, James Manjackal, Joseph Bill, Pavel Dokládal a další...), které je možné nejen on-line přehrávat, ale i stáhnout pro off-line poslech. Celkem jde o několik stovek hodin nahrávek.

### Virtuální pouť
Virtuální pouť do Svaté země umožňuje navštívit několik desítek lokalit v Izraeli a na Sinaji (svata-zeme.tv-mis.cz). Je možno si místa nejen prohlédnout, ale také si poslechnout výklad průvodců.

### Hosting křesťanských webů
Kapacitu své serverové infrastruktury dává A.M.I.M.S. k dispozici pro hosting zajímavých křesťanských a vzdělávacích projektů: weby farností, portál fatym.com, nabídka powerpointových prezentací pro výuku dějepisu...

### Výroba farních tiskovin a zpravodajů
Ve své tiskárně tiskne různé farní tiskoviny (např. farní zpravodaje pro oblast znojemska v nákladu přes 7000 výtisků), které si vydávají vlastním nákladem jiné subjekty. A.M.I.M.S. zajišťuje tisk a zpracování prostřednictvím svých dobrovolníků.